# Нижнежуравский
Нижнежуравский (Нижне-Журавский, Нижняя Журавка) — хутор в Константиновском районе Ростовской области.
Входит в Авиловское сельское поселение.

## География
Расположен на левом берегу реки Северский Донец, при впадении в неё реки Журавка, в 15 км к северу от Константиновска, чуть севернее хутора Авилов.
Хутор условно делится на две части: одна, меньшая его часть, вытягивается за оврагом (и зовётся просто Журавкой); другая, большая, раскидывается по полю и пологим овражным склонам (ей же хуторяне прозвище дали громкое — Ростов): тут и почта, и дом культуры, и магазин, и новая школа, и церковь — самое примечательное и самое одинокое хуторское строение.

### Улицы
| - Береговая ул. - Виноградная ул. - Журавлиная ул. - Зелёная ул. - Мира ул. - Новая ул. | - Овражная ул. - Солнечная ул. - Суходольская ул. - Тихая ул. - Широкая ул. - Школьная ул. |

## История
Хутора Нижне и Верхне-Журавские возникли предположительно в первой половине XVIII века (во всяком случае, старые документы упоминают о пожаре 1788 года, который уничтожил в одном из этих хуторов около сорока домов). Первопоселенцы-казаки назвали свои хутора, Нижний и Верхний, по речушке Журавочке (или Журавушке). К Нижне-Журавскому и приведёт дорога. А к Верхнему уж дороги нет: с 1976 года хутор перестал существовать, уехали последние его жители — кто в город, кто в соседнюю Нижнюю Журавку.
В хуторе Верхне-Журавском существовала Трехсвятская церковь. Ныне не существует.

## Население
| 2010 |
| ---- |
| 491  |

### Известные жители и уроженцы
- Королёва, Ксения Максимовна (1906—1992) — Герой Социалистического Труда.

## Инфраструктура
В хуторе расположены: школа, дом культуры, библиотека, почта, магазин, храм и воинское захоронение с памятником. Также возле хутора есть плотина на Северском Донце.

## Достопримечательности

### Храм
Деревянный храм Во имя Покрова Пресвятой Богородицы в хуторе Нижне-Журавском был построен в 1863 году, но в августе 1878 года храм сгорел и был отстроен вновь усилиями жителей хутора спустя четыре года. В 1914 году храм был перестроен под камень.
За годы советской власти храм закрывался дважды. Сначала на небольшой период, а затем до девяностых годов. Был разрушен купол храма, а сам храм использовали под хранилище зерна.
Жизнь Свято-Покровского прихода стала возрождаться с 1994 года, когда храм был возвращен верующим. Сейчас усилиями жителей хутора произведен ремонт крыши, застеклены окна, перекрыт пол. О великолепии архитектурного ансамбля храма мы можем лишь догадываться.
Храм крестовокупольный, чтерыхстолпный, построен в виде корабля. Колокольня построена над притвором и имеет пирамидальную форму. Её венчает восьмигранный шатер со световыми окнами. Вероятней всего, храм имел один большой купол над основной частью храма и четыре главки по углам столпов храма. Как и в храме Пресвятой Торицы в станице Большая Мартыновка подкупольное пространство храма украшают ровно семь кокошников со всех сторон.

### Воинское захоронение
Однофигурный памятник советскому солдату в виде скульптуры. Солдат с низко опущенной головой стоит, опираясь правой рукой на автомат, левая рука опущена. За плечами солдата завязана плащ-палатка. Памятник и фундамент изготовлены из кирпича, оштукатурены особым цементным раствором. На постаменте закреплена мемориальная доска с надписью: «Вечная слава героям, павшим в боях за Родину». Общая высота памятника с постаментом — 4,4 метра. Братская могила огорожена железной изгородью. В братской могиле покоится прах 98 воинов.